# Believe the Unseen
Believe the Unseen is de twaalfde aflevering van het veertiende seizoen van de televisieserie ER, die voor het eerst werd uitgezonden op 10 januari 2008.

## Verhaal
Zelinsky beleeft een romantische nacht met de nicht van dr. Rasgotra, Jaspreet, en denkt dat hij de wedstrijd met dr. Morris over haar heeft gewonnen. 
Dr. Lockhart is terug vanuit de afkickkliniek voor haar alcoholverslaving en wil weer aan het werk. Het ziekenhuis wil haar alleen terugnemen onder bepaalde voorwaarden, zoals het blijven bezoeken van A.A. en urinetesten. Zij gaat hiermee akkoord en gaat vol overgave aan het werk. Als eerste krijgt zij een gezin dat verwond is geraakt in een woningbrand. Zij ontdekt dat een van de kinderen een zeldzame oogziekte heeft en dat zij hiervoor behandeld kan worden. Aan het einde van de werkdag besluit zij eerlijk te zijn tegen haar collega’s over haar alcoholverslaving en waar zij de laatste tijd is geweest, de meeste hebben hier vrede mee maar Taggart neemt het haar kwalijk dat zij dronken op haar werk verscheen. 
Een mismaakte man brengt zijn drugsverslaafde buurvrouw bewusteloos naar de SEH met een gebroken arm. Hij wil weer snel naar huis omdat hij niet zo’n goede verhouding heeft met de buurvrouw. Dr. Gates kan hem toch overtuigen om te blijven, en als zij weer bij de positieven is dan wordt zij agressief naar de buurman maar als zij ontdekt dat hij haar heeft gered geeft zij hem toch waardering. 
Een oudere vrouw sterft op de SEH terwijl de doktoren wachten op een psychiater.

## Rolverdeling

### Hoofdrollen
- Maura Tierney - Dr. Abby Lockhart
- Mekhi Phifer - Dr. Gregory Pratt
- Parminder Nagra - Dr. Neela Rasgrota
- John Stamos - Dr. Tony Gates
- Scott Grimes - Dr. Archie Morris
- John Aylward - Dr. Donald Anspaugh
- Charles Esten - Dr. Barry Grossman
- Robert Gossett - Dr. Everett Daniels
- J.P. Manoux - Dr. Dustin Crenshaw
- Gil McKinney - Dr. Paul Grady
- Michael B. Silver - Dr. Paul Myers
- Anthony Starke - Dr. Craig
- Linda Cardellini - verpleegster Samantha Taggart
- Laura Cerón - verpleegster Chuny Marquez
- Yvette Freeman - verpleegster Haleh Adams
- Deezer D - verpleger Malik McGrath
- Montae Russell - ambulancemedewerker Dwight Zadro
- Michelle Bonilla - ambulancemedewerker Christine Harms
- Reiko Aylesworth - Julia Dupree
- Troy Evans - Frank Martin
- Steven Christopher Parker - Harold Zelinsky
- Jesse Borrego - Javier

### Gastrollen (selectie)
- Patrick Cassidy - Dr. Ramsey
- Lorraine Toussaint - Yolanda
- Avion Baker - Kayla
- Rebecca Hazlewood - Jaspreet
- Jim Haynie - oogarts
- Odessa Rae - Sally Patrice
- Elsa Raven - Rosemary Smalls
- Gabriel Salvador - Eddie